# 세르게이 페시야코프
세르게이 알렉산드로비치 페시야코프(러시아어: Сергей Александрович Песьяков, 1988년 12월 16일 ~, 이바노보)는 러시아의 축구 선수이다. 현재 러시아 프리미어리그의 로스토프 소속으로, 포지션은 골키퍼이다.